# اگورد
اگورد (به فرانسوی: Aguerd) یک منطقهٔ مسکونی در مراکش است که در مراکش تانسیفت الحوز واقع شده‌است.

## خصوصیات
اگورد ۴٬۹۱۷ نفر جمعیت دارد.